# Edward Carson
Edward Henry Carson, baron Carson (ur. 9 lutego 1854 w Dublinie, zm. 22 października 1935 w Cleve Court w hrabstwie Kent) – brytyjski prawnik i polityk, członek Irlandzkiej Partii Unionistycznej, minister w rządach lorda Salisbury’ego, Arthura Balfoura, Herberta Henry’ego Asquitha i Davida Lloyda George’a. „Niekoronowany król irlandzkich protestantów”. Jako jeden z nielicznych nie-monarchów dostąpił zaszczytu państwowego pogrzebu.

## Wczesne lata życia

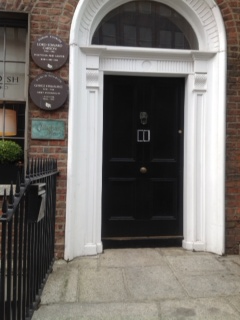
Dom przy 4 Harcourt Street w Dublinie – miejsce urodzenia Edwarda Carsona.

Carson pochodził z bogatej prezbiteriańskiej rodziny. Jego ojciec, Edward Henry Carson, był architektem. Rodzina Carsonów pochodziła ze Szkocji. Dziadek Edwarda przeprowadził się do Dublina z Dumfries w 1815. Według legendy nazwisko rodziny wywodziło się od włoskiego nazwiska „Carsoni”. Matką Edwarda była Isabella Lambert, córka kapitana Petera Lamberta, wywodzącego się ze starego anglo-irlandzkiego rodu Lambertów w Castle Ellen w hrabstwie Galway. Edward spędzał wakacje w Castle Ellen, który był wówczas własnością jego wuja. Edward posiadał trzech braci i dwie siostry. Wykształcenie odebrał w Portarlington School, w Wesley College w Dublinie oraz w dublińskim TrinityCollege, gdzie studiował prawo oraz został członkiem College Historical Society. Był również członkiem szkolnej reprezentacji hurlingu. Carson ukończył studia z tytułem najpierw bakałarza, a następnie magistra.

## Prawnik
W 1877 Carson rozpoczął praktykę adwokacką w korporacji King’s Inn. Dzięki pewności siebie oraz świetnej znajomości prawa Carson szybko zyskał opinię świetnego prawnika, jednego z najlepszych w owym czasie w Irlandii. W 1889 został Radcą Królowej.

### Oscar Wilde
W 1895 Carson został zatrudniony przez markiza Queensberry, by prowadził jego obronę po wniesionym przez Oscara Wilde’a pozwie o zniesławienie. Podczas procesu Carson posługiwał się obficie cytatami z Portretu Doriana Greya, by wzbudzić u obecnych wrażenie, że autor powieści sam jest personifikacją „moralnie perwersyjnego” bohatera. Uzyskał także zeznania świadków, którzy potwierdzili, że utrzymywali z pisarzem stosunki homoseksualne. Lord Queensberry został uniewinniony, a Wilde został wkrótce oskarżony o sodomię i skazany na dwa lata ciężkich robót.

### Cadbury Bros
W 1908 Carson został wynajęty przez gazetę Evening Standard, którą miał reprezentować w sprawie o zniesławienie wniesionej przez George’a Cadbury’ego, jednego z właścicieli firmy zajmującej się handlem czekoladą. Pozew dotyczył artykułu w Standardzie, w którym oskarżano Cadburych o to, że wiedzieli o wykorzystywaniu niewolników na portugalskiej plantacji na wyspie São Tomé, z której firma Cadburych importowała kakao.
Sprawa miała tło polityczne, gdyż Evening Standard był gazetą unionistów związanych z Josephem Chamberlainem, zwolennikiem protekcjonizmu. Rodzina Cadburych popierała natomiast Partię Liberalną i ideę wolnego handlu. Carson przedstawił na procesie dowody, że rodzina Cadburych musiała wiedzieć o niewolnictwie na portugalskiej plantacji. Sprawa zakończyła się jednym z największych sukcesów Carsona w jego karierze. George Cadbury otrzymał symbolicznego 1 farthinga odszkodowania.

### Sprawa Archera-Shee
W 1910 Carson prowadził kolejną słynną sprawę. Tym razem bronił kadeta Osborne Naval College, George’a Archera-Shee, oskarżonego o kradzież 5 szylingów. Carson doprowadził do jego uniewinnienia. Sprawa Archera-Shee stała się kanwą sztuki Terence’a Rattigana The Winslow Boy. Na Carsonie wzorowana jest postać prawnika sir Roberta Mortona.

## Polityka
Kariera polityczna Carsona rozpoczęła się 20 czerwca 1892 kiedy to Carson otrzymał nominację na stanowisko Radcy Generalnego Irlandii. Kiedy obejmował to stanowisko nie był jeszcze członkiem Izby Gmin. Wystartował więc w wyborach powszechnych 1892 w okręgu Dublin University. Carson wygrał te wybory, ale porażkę poniosła Partia Konserwatywna i rząd sformowali liberałowie.
Carson kontynuował w tym czasie karierę adwokata. W 1893 został członkiem korporacji Middle Temple. Od tamtego czasu prowadził praktykę w Londynie. W 1900 otrzymał tytuł szlachecki i stanowisko Radcy Generalnego Anglii i Walii. Utrzymał się na tym stanowisku do upadku konserwatywnego gabinetu w grudniu 1905. W tym samym roku został członkiem Tajnej Rady.

## Unionizm
Wraz z uchwaleniem Parliament Act w 1910 konserwatyści i sprzymierzeni z nimi unioniści stracili możliwość odrzucenia przez zdominowaną przez siebie Izbę Lordów proponowanej przez irlandzkich nacjonalistów Home Rule Bill. Sir James Craig oraz inni liderzy unionistów zaproponowali wówczas Carsonowi, który słynął jako świetny mówca, stanowisko lidera Irlandzkiej Partii Unionistycznej. Carson przyjął to stanowisko, mimo iż nie posiadał żadnych związków z Ulsterem, który był głównym bastionem unionistów. Sam Carson nie przepadał za Ulsterem oraz za oranżystami, pomimo iż sam w wieku 19 lat został jednym z nich. O wygłaszanych przez oranżystów mowach mawiał, że przypominają mu rozwiniętą mumię. Same stare kości i zgniłe szmaty.
Carson prowadził kampanię przeciwko przyznaniu Irlandii autonomii (Home rule). Przemawiał w tej sprawie na forum Izby Gmin oraz organizował protesty w Irlandii. Na jednym z protestów wygłosił przemówienie, w którym stwierdził, że kiedy Home Rule Bill wejdzie w życie, powinien być przygotowany tymczasowy rząd „protestanckiej prowincji Ulster”.
28 września 1912 Carson został pierwszym sygnatariuszem „Przymierza Ulsterskiego” (Ulster Covenant). Tego dnia podpisało po ok. 80 000 osób, a łącznie sygnatariuszy było 471 414. Sygnatariusze przysięgali, że użyją wszelkich niezbędnych środków dla pokonania spisku, którego celem jest wprowadzenie w Irlandii home rule, zgubnej dla ich pomyślności materialnej, wolności religijnej oraz dla jedności Imperium, w razie ustanowienia i narzucenia im parlamentu home rule, nie uznają go. W styczniu 1913 powołano Ulsterskie Siły Ochotnicze, których przywódcą został Carson. Powiedział on wówczas, że ochotnicy gotowi są walczyć zbrojnie przeciwko Wielkiej Brytanii, aby północna Irlandia mogła pozostać jej częścią.
Home Rule Bill została przyjęta przez Izbę Gmin większością 77 głosów 25 maja 1914 r. Zgodnie z Parliament Act 1910 nie wymagała ona zatwierdzenia przez Izbę Lordów, oczekiwała tylko na podpis króla. Jednak wybuch I wojny światowej sprawił, że sprawa Irlandii została odłożona do czasu zakończenia wojny. W tym czasie Carson ogłosił w Belfaście, że ulsterska dywizja zostanie sformowana na bazie Ulsterskich Sił Ochotniczych. Wkrótce sformowano 36 Ulsterską Dywizję Piechoty.

## W gabinecie
25 maja 1915 premier Asquith mianował Carsona prokuratorem generalnym w rządzie koalicyjnym. Carson zrezygnował z tego stanowiska 19 października w proteście przeciwko rządowej wizji prowadzenia wojny na froncie bałkańskim, kiedy rząd zadecydował o pozostawieniu w Salonikach dwóch dywizji brytyjskich i jednej francuskiej, zamiast wysłać je na pomoc Serbii.
Carson został tym samym liderem tej części unionistów, którzy nie popierali rządu koalicyjnego i de facto liderem Opozycji. Po sformowaniu rządu przez Lloyda George’a 10 grudnia 1916, Carson powrócił do rządu jako pierwszy lord Admiralicji. Od 1917 był członkiem gabinetu jako minister bez teki.

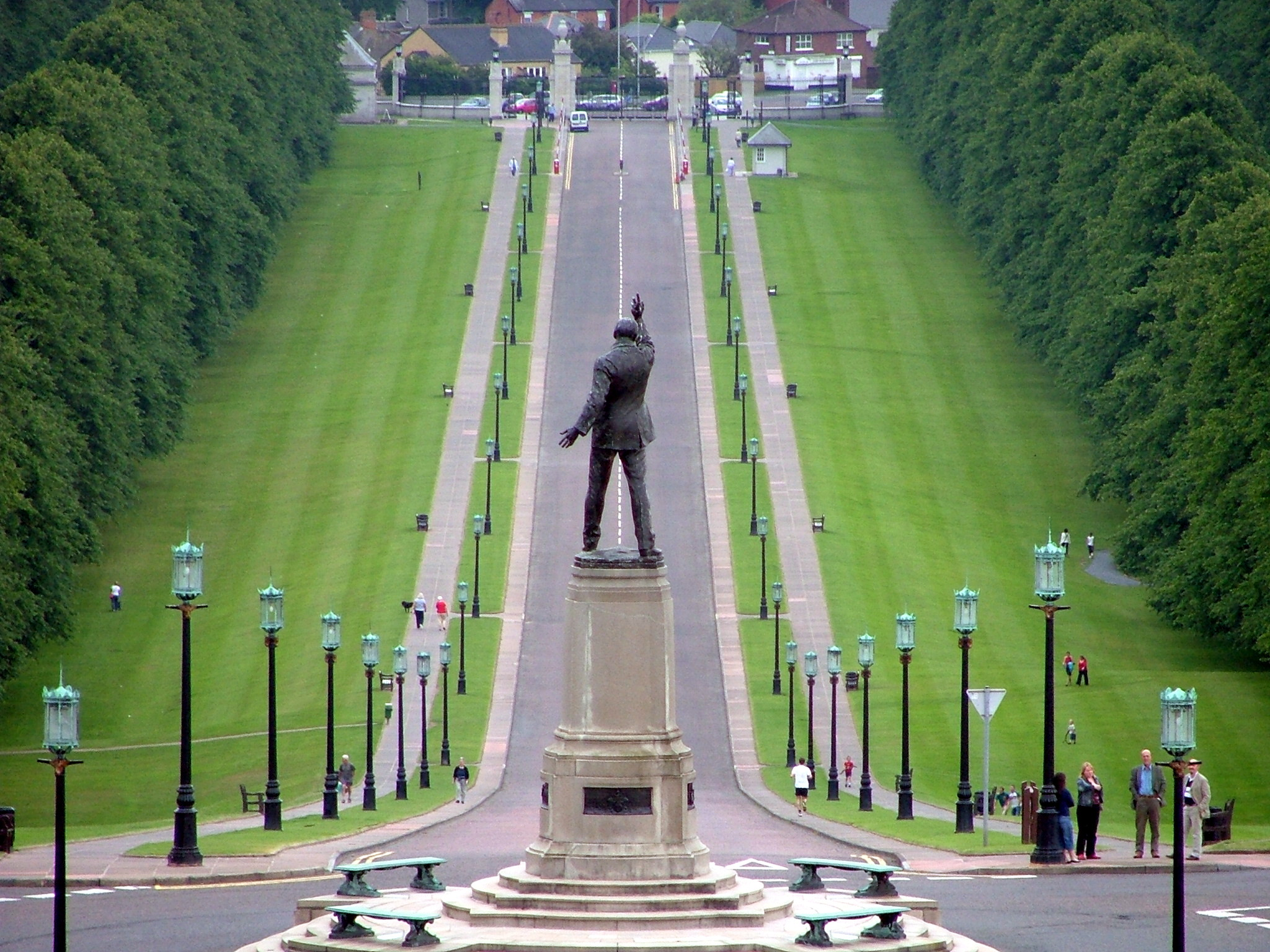
Pomnik Edwarda Carsona w Stormont (Belfast)

Carson był sceptyczny wobec idei powołania Ligi Narodów, gdyż uważał, że taka instytucja nie będzie efektywnie działała w przypadku przeciwdziałania wojnie. 7 grudnia 1917 powiedział:
Mówcie mi o traktatach! Mówcie mi o Lidze Narodów! Każda wielka potęga w Europie przysięgała w traktatach, że będzie chronić Belgię. To była Liga Narodów, ale zawiodła.
Na początku 1918 rząd zadecydował o przeprowadzeniu poboru w Irlandii, oferując w zamian Irlandczykom autonomię. Carson sprzeciwił się temu rozwiązaniu i 21 stycznia 1918. podał się do dymisji. Podczas wyborów w 1918 zrezygnował z reprezentowania okręgu Dublin University i uzyskał mandat z okręgu Belfast Duncairn. Dalej pozostał liderem unionistów. Kiedy w 1920 przedstawiono projekt Government of Ireland Act, Carson zaproponował jako kompromis, aby 6 północnych hrabstw zostało wyłączonych z zasady home rule. Propozycja została przyjęta i powołano Parlament Irlandii Północnej.

## Sędzia
Carson otrzymał propozycję objęcia stanowiska premiera Irlandii Północnej, ale odmówił, powołując się na brak związków z Ulsterem (jeden z przeciwników Carsona powiedział o nim Nie ma kraju, nie ma zamku) i 4 lutego 1921 r. zrezygnował z przewodzenia partii. 24 maja został mianowany jednym z lordów prawa. 1 czerwca otrzymał dożywotni tytuł barona Carson.

## Życie prywatne
Lord Carson był dwukrotnie żonaty. Jego pierwszą żoną była Annette Kirwan z hrabstwa Galway, córka H. Persse’a Kirwana, emerytowanego inspektora Royal Irish Constabulary. Edward i Annette mieli razem dwóch synów i dwie córki:
- William Henry Lambert Carson (ur. 2 października 1880)
- Aileen Carson (ur. 13 listopada 1881)
- Gladys Isobel Carson (ur. 1885)
- Walter Seymour Carson (ur. 1890)

Annette Carson zmarła 6 kwietnia 1913 Drugą żoną Carsona została Ruby Frewen z Yorkshire, córka podpułkownika Stephen Frewena. Ślub odbył się 17 września 1914. Panna młoda miał 29 lat, pan młody 60. Edward i Ruby mieli razem jednego syna:
- Edward Carson (ur. 17 lutego 1920)

## Ostatnie lata
Lord Carson przeszedł na emeryturę w październiku 1929. W lipcu 1932 brał udział w odsłonięciu swojego pomnika przed siedzibą północnoirlandzkiego parlamentu. Pomnik został odsłonięty przez premiera lorda Craigavona w obecności ok. 40 tys. ludzi.

### Państwowy pogrzeb
Carson mieszkał w Cleve Court w hrabstwie Kent, który zakupił w 1921. Zmarł tam 22 października 1935. Uhonorowano go państwowym pogrzebem, który odbył się w katedrze św. Anny w Belfaście 26 października 1935.